# Pseudochthonius gracilimanus
Espèce
Pseudochthonius gracilimanus est une espèce de pseudoscorpions de la famille des Chthoniidae.

## Distribution
Cette espèce est endémique de Bahia au Brésil. Elle se rencontre à Iraquara dans la grotte Gruta Azul et dans les grottes du Conjunto Santa Rita et à Palmeiras dans la grotte Gruta do Impossivel.

## Publication originale
- Mahnert, 2001 : Cave-dwelling pseudoscorpions (Arachnida, Pseudoscorpiones) from Brazil. Revue Suisse de Zoologie, vol. 108, no 1, p. 95-148 (texte intégral).